# Stictis confusa
Stictis confusa är en lavart som beskrevs av Gilenstam, Döring och Mats Wedin. 
Stictis confusa ingår i släktet Stictis, och familjen Stictidaceae. Arten är reproducerande i Sverige.